# Fotografieranstrich

Historisches Werksfoto der 30.01 der kkStB, 1895.

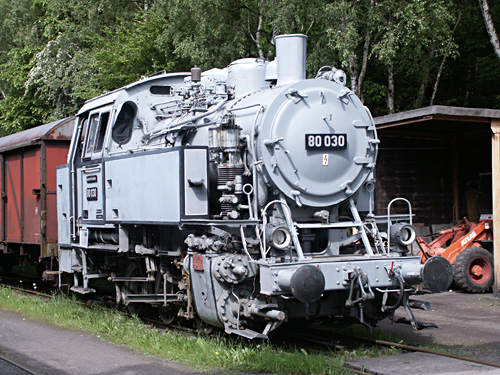
Museumslokomotive der Baureihe 80 mit rekonstruiertem Fotografieranstrich

Vor allem im Lokomotivbau wurde bei Einzelexemplaren ein meist hellgrauer oder hellolivfarbener sog. Fotografieranstrich verwendet. Dieser bestand aus abwaschbarer (Kalk-)Farbe und wurde nur zum Zwecke der Fotoarbeiten aufgetragen und dann wieder abgewaschen. Dunkel abgesetzte Ecken, Sicken und Anbauteile verstärkten dabei die bessere Fotografierbarkeit, da so die Konturen deutlicher hervortreten.
Grund dafür waren die alten Schwarzweißfilme oder auf Glasplatten aufgebrachten Fotoemulsionen aus der Frühzeit der Fotografie, die den Kontrastumfang und die Tonwerte einer (meist) schwarz lackierten Lokomotive nicht bewältigen konnten. Insbesondere Einzelheiten wie Leitungen und Anbauteile im Bereich des Kessels wären beim üblichen schwarzen oder sonstigen dunklen Anstrich auf den Fotos kaum erkennbar gewesen, gerade bei der Vorstellung neuer Lokomotivmodelle waren diese Details jedoch für Fachleute von Interesse und sollten auf den Abbildungen deutlich sichtbar sein. Auch bei der Reproduktion der Fotografien in der seinerzeit üblichen Drucktechnik war ein heller Anstrich günstiger.
Die Lokomotiven wurden mit diesem Anstrich aber nicht im Betrieb eingesetzt, die helle Farbe hätte sehr schnell unansehnlich und schmutzig ausgesehen.
Vor allem Dampflokomotiven wurden auf diese Weise für Fotografien präpariert, frühe Elektrolokomotiven scheinen, zumindest nach den überlieferten Fotos, dagegen meist mit dem normalen Anstrich fotografiert worden zu sein – vermutlich weil es hier weniger sichtbare Konstruktionsdetails gab. Auch waren diese Lokomotiven im regulären Anstrich meist grün oder braun, was leichter zu fotografieren war als das Schwarz der Dampfloks.
Mit zunehmender Verbreitung besseren Filmmaterials wurde diese Art der Farbgebung kaum mehr angewandt. Heute werden nur noch Fahrzeugmodelle im Bereich der Modelleisenbahn als Sondermodelle damit ausgestattet. Auch die eine oder andere Museumslokomotive wurde mit einem permanenten (statt wie früher abwaschbaren) hellgrauen Fotografieranstrich versehen.